# داريوش مهرجوئي
داريوش مهرجوئي (بالفارسية: داريوش مهرجویی) (مواليد 8 دسمبر 1939 - 14 أكتوبر 2023) مخرج سينمايي وكاتب سيناريو ومترجم إيراني. في عام 1969 صدر له فيلم يحمل اسم «البقرة» ويعد هذا الفيلم من أول أفلام الموجة الجديدة في السينما الإيرانية. قُتل داريوش مهرجوئي في 14 أكتوبر 2023، وكان قد بلغ الثالثة والثمانين.

## أعماله

### أفلام
- البقرة (1969)
- ليلى (1997)